# Heretic II
Heretic II – przygodowa gra akcji stworzona przez Raven Software i wydana przez Activision w 1998 roku. Gra jest kontynuacją Heretica wyprodukowanego przez to samo studio w 1994 roku. Przedstawia ona ciąg dalszy historii Corvusa znanego z pierwszej części. W przeciwieństwie do Heretica gra zawiera mieszankę widoku z trzeciej osoby z widokiem pierwszoosobowym, co spotkało się z niezadowoleniem części fanów oraz recenzentów. W 2000 roku gra została przeniesiona na system AmigaOS przez studio Hyperion Entertainment.

## Rozgrywka
Gracz steruje Corvusem znanym z pierwszej części gry. Różnicą w stosunku do Heretica jest zastosowanie widoku z perspektywy trzeciej osoby. Główny bohater może atakować bezpośrednio, jak i z użyciem broni dystansowej, dostępne są też czary defensywne. Dzięki użyciu widoku TPP możliwe stało się zastosowanie w grze nowych ruchów i akrobacji gimnastycznych ułatwiających walkę z przeciwnikami. Heretic II bazuje na usprawnionym silniku id Tech 2, który był zastosowany wcześniej w grze Quake II.

## Odbiór gry
Heretic II otrzymał w większości pozytywne recenzje, uzyskując według serwisu GameRankings średnią ocen wynoszącą 81,5%.